# Seki Macunaga
Seki Macunaga (japonsko 松永 碩), japonski nogometaš, * 25. junij 1928, Šizuoka, Japonska, † 4. marec 2013.
Za japonsko reprezentanco je odigral eno uradno tekmo.